# Meridià 168 a l'est
El meridià 168 a l'est de Greenwich és una línia de longitud que s'estén des del pol Nord travessant l'oceà Àrtic, Àsia, l'oceà Índic, l'oceà Antàrtic, Australàsia i l'Antàrtida fins al pol Sud.
El meridià 168 a l'est forma un cercle màxim amb el meridià 12 a l'oest. Com tots els altres meridians, la seva longitud correspon a una semicircumferència terrestre, uns 20.003,932 km. Al nivell de l'Equador, és a una distància del meridià de Greenwich de 18.702 km.

## De Pol a Pol
Començant en el pol Nord i dirigint-se cap al pol Sud, aquest meridià travessa:
| Coordenades                               | País, territori o mar   | Notes |
| ----------------------------------------- | ----------------------- | --- |
| 90° 0′ N, 168° 0′ E / 90.000°N,168.000°E  | Oceà Àrtic              | |
| 74° 25′ N, 168° 0′ E / 74.417°N,168.000°E | Mar de Sibèria Oriental | |
| 69° 56′ N, 168° 0′ E / 69.933°N,168.000°E | Rússia                  | Districte autònom de Txukotka — Illa Aion i el continent Krai de Kamtxatka — des de 64° 17′ N, 168° 0′ E / 64.283°N,168.000°E |
| 60° 32′ N, 168° 0′ E / 60.533°N,168.000°E | Mar de Bering           | |
| 54° 34′ N, 168° 0′ E / 54.567°N,168.000°E | Rússia                  | Krai de Kamtxatka - Illa Medni |
| 54° 32′ N, 168° 0′ E / 54.533°N,168.000°E | Oceà Pacífic            | Passa a l'est de Kwajalein, Illes Marshall (a 8° 54′ N, 167° 47′ E / 8.900°N,167.783°E) |
| 8° 11′ N, 168° 0′ E / 8.183°N,168.000°E   | Illes Marshall          | Atol de Namu |
| 8° 7′ N, 168° 0′ E / 8.117°N,168.000°E    | Oceà Pacífic            | Passa a l'oest de Namdrik, Illes Marshall (a 5° 38′ N, 168° 5′ E / 5.633°N,168.083°E) |
| 14° 12′ S, 168° 0′ E / 14.200°S,168.000°E | Mar del Corall          | Passa a l'oest de l'illa de Méré Lava, Vanuatu (a 14° 25′ S, 168° 1′ E / 14.417°S,168.017°E) · Passa a l'oest de l'illa de Maewo, Vanuatu (a 14° 55′ S, 168° 5′ E / 14.917°S,168.083°E)                                                                                       |
| 15° 17′ S, 168° 0′ E / 15.283°S,168.000°E | Vanuatu                 | Ambae |
| 15° 19′ S, 168° 0′ E / 15.317°S,168.000°E | Mar del Corall          | Passa a l'oest de Pentecosta, Vanuatu (a 16° 40′ S, 168° 6′ E / 16.667°S,168.100°E) |
| 16° 12′ S, 168° 0′ E / 16.200°S,168.000°E | Vanuatu                 | Illa d'Ambrym |
| 16° 19′ S, 168° 0′ E / 16.317°S,168.000°E | Mar del Corall          | Passa a l'est de l'illa de Malakula, Vanuatu (a 16° 28′ S, 167° 49′ E / 16.467°S,167.817°E) · Passa a l'oest de l'illa d'Epi, Vanuatu (a 16° 41′ S, 168° 7′ E / 16.683°S,168.117°E) · Passa a l'oest de l'illa d'Efate, Vanuatu (a 17° 42′ S, 168° 9′ E / 17.700°S,168.150°E) |
| 21° 27′ S, 168° 0′ E / 21.450°S,168.000°E | Nova Caledònia          | Illa de Maré |
| 21° 39′ S, 168° 0′ E / 21.650°S,168.000°E | Oceà Pacífic            | Passa a l'oest de Illa Norfolk (a 29° 0′ S, 168° 1′ E / 29.000°S,168.017°E) |
| 47° 7′ S, 168° 0′ E / 47.117°S,168.000°E  | Nova Zelanda            | Illa Stewart/Rakiura |
| 47° 7′ N, 168° 0′ E / 47.117°N,168.000°E  | Oceà Pacífic            | |
| 60° 0′ S, 168° 0′ E / 60.000°S,168.000°E  | Oceà Antàrtic           | |
| 71° 8′ S, 168° 0′ E / 71.133°S,168.000°E  | Antàrtida               | Dependència de Ross, reclamat per Nova Zelanda |
| 73° 33′ S, 168° 0′ E / 73.550°S,168.000°E | Oceà Antàrtic           | Mar de Ross |
| 77° 25′ S, 168° 0′ E / 77.417°S,168.000°E | Antàrtida               | Dependència de Ross, reclamat per Nova Zelanda |